# Anders Mårtensson (imitatör)
Anders Mårtensson, född 14 januari 1959, är en svensk imitatör och skådespelare som är bosatt i Falköping. Anders Mårtensson är verksam på heltid som imitatör och skådespelare sedan 1990 både på scen och i TV, radio och film.

### Webbkällor
- Josefsson, Jenny (1 augusti 2018). ”Leken med röster blev till en karriär”. Sveriges Radio. https://sverigesradio.se/artikel/6977817. Läst 17 juli 2024.

- ”Kändistätt när imitatören Anders Mårtensson tar Zlatan och Kungen på turné | Riksteatern”. via.tt.se. https://via.tt.se/pressmeddelande/3330301/kandistatt-nar-imitatoren-anders-martensson-tar-zlatan-och-kungen-pa-turne?publisherId=3236386. Läst 17 juli 2024.

- Johansson, Christopher; Gustavsson, Linda (26 november 2014). ”Proffsimitatören Anders med i Kanal 5:s Partaj”. Sveriges Radio. https://sverigesradio.se/artikel/6028623. Läst 17 juli 2024.

- ”Tonläget som avslöjar en imitatör”. Språktidningen. 23 augusti 2011. https://spraktidningen.se/okategoriserade/tonlaget-som-avslojar-en-imitator/. Läst 17 juli 2024.

- Anders Mårtensson på Internet Movie Database (engelska)